# Gare d'Onzain - Chaumont-sur-Loire
Pour les articles homonymes, voir Gare de Chaumont (homonymie).
La gare d'Onzain - Chaumont-sur-Loire est une gare ferroviaire française de la ligne de Paris-Austerlitz à Bordeaux-Saint-Jean, située sur le territoire de l'ancienne commune d'Onzain (intégrée à Veuzain-sur-Loire), à proximité de Chaumont-sur-Loire, dans le département de Loir-et-Cher, en région Centre-Val de Loire.
C'est une gare de la Société nationale des chemins de fer français (SNCF), desservie par des trains régionaux du réseau TER Centre-Val de Loire.

## Situation ferroviaire
Établie à 63 mètres d'altitude, la gare d'Onzain - Chaumont-sur-Loire est située au point kilométrique (PK) 194,868 de la ligne de Paris-Austerlitz à Bordeaux-Saint-Jean, entre les gares de Chouzy et de Veuves - Monteaux.

## Histoire

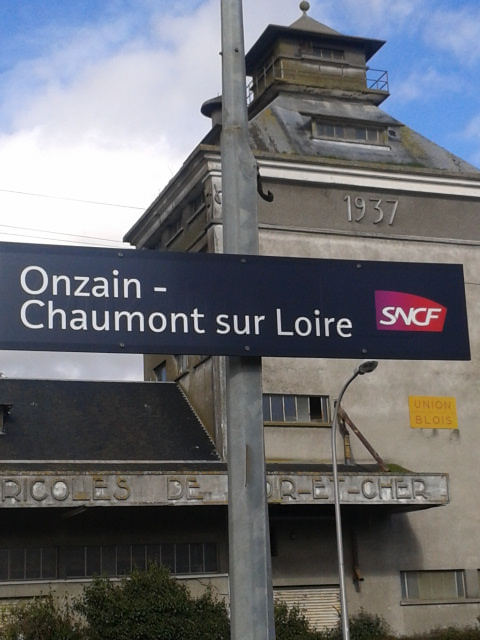
Signalétique de la gare, depuis son changement de nom.

Depuis l'arrêt du service Aqualys en décembre 2011, Onzain ne bénéficiait plus de liaisons directes avec Paris-Austerlitz, imposant une correspondance en gare d'Orléans. Toutefois, une partie des Intercités de la ligne Paris – Les Aubrais – Tours (qui ont remplacé l'Aqualys) desservent à nouveau Onzain depuis 2018 ; ces trains sont devenus des TER en mai 2019.
La gare a été renommée Onzain - Chaumont-sur-Loire le 15 décembre 2013,.
En 2017, la SNCF estime la fréquentation annuelle de cette gare à 230 550 voyageurs, contre 226 285 en 2016.

## Service des voyageurs

### Accueil
Gare de la SNCF, elle dispose d'un bâtiment voyageurs (avec guichet), ouvert tous les jours. Elle est équipée d'automates pour l'achat de titres de transport TER. La traversée des voies s'effectue par un passage souterrain.

### Desserte
Onzain - Chaumont-sur-Loire est desservie par des trains TER Centre-Val de Loire, qui effectuent des missions omnibus entre les gares de Blois - Chambord et de Tours, et surtout par des missions semi-directes entre Orléans et Tours. À cela s'ajoutent quelques trains de la liaison Paris – Les Aubrais – Tours.

### Intermodalité
Un parc pour les vélos et un parking de 52 places sont aménagés aux abords de la gare.
Elle est desservie par le réseau de transports en commun Azalys, avec la navette du domaine du Chaumont-sur-Loire (reliant la gare au château de Chaumont-sur-Loire), mais aussi des lignes scolaires (S58 et S59) et le service de transport à la demande (Resago).